# لیسبون (داکوتای شمالی)
لیسبون(به انگلیسی: Lisbon) شهری در ایالت داکوتای شمالی کشور ایالات متحده آمریکا است که جمعیت آن در سرشماری سال ۲۰۱۰ میلادی، ۲٬۱۵۴ نفر بوده‌است.